# Clymene insignis
Clymene insignis är en ringmaskart som beskrevs av Baird 1873. Clymene insignis ingår i släktet Clymene och familjen Maldanidae. Inga underarter finns listade i Catalogue of Life.